# American Bureau of Shipping
American Bureau of Shipping (ABS) – amerykańskie towarzystwo klasyfikacyjne powstałe w 1867 roku, z siedzibą centrali w Houston. Pod obecną nazwą działa od roku 1898. ABS ma uprawnienia do wystawiania dokumentów i świadectw międzynarodowych. Wydaje własną księgę rejestrową zawierającą spis jednostek morskich, śródlądowych i pływających po Wielkich Jeziorach. Ponadto prowadzi systematyczną statystykę stanu floty handlowej świata (dot. statków morskich pow. 1000 RT).
American Bureau of Shipping jest członkiem IACS.